# Shōmyō
Shōmyō (jap. 声明) ist ein buddhistischer Ritualgesang in Japan, der von den Ausübenden selbst weniger als Musik, sondern vielmehr als eine rituelle Praxis gesehen wird.

## Ursprung
Die Legende erzählt, dass auf der chinesischen Halbinsel Shandong, beim Yu Shan (chinesisch 魚山 / 鱼山 – „Fischberg“, jap. gyozan), der zurückgezogen lebende Cáo Zhí (192–232) aus Steinhöhlen tönende Musik vernahm. Er verstand sie als Musik des himmlischen Musikanten Ghandharva Pancika. Dadurch inspiriert begann er buddhistische Sutrentexte in Gesang umzusetzen, aus denen sich die Fanbai-Gesänge (梵唄 / 梵呗,  fànbài) entwickelten – Hymnen, die im Wesentlichen aus langgezogenen Einzeltönen und kurzen melodischen Wendungen bestehen.
Die Kunst dieses Ritualgesangs war vermutlich während der Tang-Dynastie (618–907) auf dem Höhepunkt ihrer Entwicklung. Kūkai und Saichō, die späteren Gründer der beiden großen japanischen Traditionen Shingon und Tendai, und auch Ennin, der eigentliche Überlieferer der Tendai-Gesänge, studierten zu dieser Zeit in China. Eine kleine Anzahl von Texten und Riten hat bis heute überlebt. Aus dem Jahre 730 stammt die Beschreibung einer Zeremonie mit dem Titel Sange – es handelt sich dabei um das Streuen von Lotusblüten. Der dazugehörige Hymnus ist nach wie vor eines der meistgesungenen Stücke aus dem heutigen japanischen Shōmyō-Repertoire. Der Text wurde aus dem Prajnaparamita-Sutra entnommen, die erste Erwähnung des Ritus in China findet sich um 497.
Die Gesangstradition wurde im 6. und 7. Jahrhundert nach Korea und Japan überliefert. Während sie in ihren Ursprungsländern Indien und China verloren ging, konnte sie dort bewahrt werden.
In Japan wurden die Fanbai-Gesänge zuerst japanisch als Bombai gelesen, erst später bekamen sie den Namen Shōmyō. Diese Bezeichnung ergab sich aus der chinesischen Übersetzung des Sanskrit-Begriffs Śabda Vidyā: die Wissenschaft der Wörter und Klänge, die eine der fünf Studien der Brahmanen war. Man bemühte sich, die importierten Gesänge ohne Reformen möglichst originalgetreu zu singen. Schon im Jahre 752, zur Augenöffnungszeremonie des großen Buddha vom Tōdai-ji in Heijō-kyō, an der über tausend Mönche und Priester beteiligt gewesen sein sollen, wurde Shōmyō zusammen mit Musik und Tänzen aufgeführt. Die Hymnen Bonnon, Shakujo, Bai und Sange wurden wahrscheinlich ähnlich, wie sie noch heute in den Shōmyōzentren gelehrt werden, dargeboten. Von den drei großen Shōmyō-Traditionen Nara, Shingon und Tendai, war es vor allem die Tendai-Tradition, von der die anderen jüngeren Schulen ihren Gesangsstil übernahmen.

## Form
Shōmyō wird entweder solistisch oder im Chor aufgeführt, meist ohne instrumentale Begleitung. Die Texte sind kurz und zusammenfassend. Sie bestehen entweder aus Sutrenausschnitten oder Lobpreisungen. Die Töne werden besonders lang gedehnt, damit der Inhalt gedanklich nachvollziehbar wird und die Einspitzigkeit des Geistes ermöglicht. Das Singen zielt auf die Auflösung des Zeitbewusstseins – diese Nicht-Zeit muss darum der inneren Zeit angepasst sein, dem inneren Rhythmus, der Atemfrequenz und dem Herzschlag. Die Melodien sind eine Kombination stereotyper Motive, die mosaikhaft aneinandergefügt werden. Jedes Motiv ist in seiner Form festgelegt und hat einen Namen. Jede Shōmyōschule hat ihr eigenes Repertoire solch melodischer Fragmente. Die Sprachen der Texte variieren innerhalb dreier großer Gruppen: Sanskrit, Chinesisch und Japanisch. Ebenso wechselt das Tonsystem von pentatonischen Fünftonskalen zu sieben Tönen und es können auch Töne, deren Frequenz zwischen einem Ganz- und Halbton liegen, verwendet werden. Die Notation wird Hakase genannt. Dabei werden gerade oder gebogene Linien und deren Kombinationen verwendet. Sie beruht auf einer ähnlichen Konzeption wie die Neumennotation des Gregorianischen Chorals.

## Überlieferung
Die Existenz dieser Notenschrift kann nicht darüber hinwegtäuschen, dass Shōmyō mündlich überliefert wurde. Die Weitergabe fand meist im Geheimen statt. Die an diesem Prozess Beteiligten verstehen selbst in der heutigen Zeit den Shōmyō nicht als Musik. Das Ideal ist die vollkommene Nachahmung des Gesangs des Lehrers, ohne irgendwelche persönliche Zutat des Schülers. Das geht sogar so weit, dass eventuelle beim Meister auftretende individuelle Ausprägungen zum festen Bestandteil der Überlieferung der Schüler werden. Ein Spezialistentum bildete sich heraus, wobei es unter buddhistischen Mönchen durchaus üblich wurde, sich lebenslang ausschließlich dem Gesang zu widmen.
Oft, gerade beim Shingon, wurde dabei auch das Studium der Zeichen des Shittan (Sanskrit: Siddham) mit aufgenommen, die den Mantras zugrunde liegen. Dieser altertümlichen Sanskritschrift werden essentielle und weitreichende Bedeutungen unterlegt. Form (Zeichengestalt), Sprachlaut (akustisches Phänomen) und Bedeutung der Silben sind Gegenstand von kosmologischen religiösen Philosophien und gehören im weiteren Sinn ebenso zum Shōmyō. Das erste und bedeutendste Siddham-Zeichen ist das A, das als die Quelle aller Vokale und Konsonanten verehrt wird. Es beinhaltet jeden Klang und ist in Jeglichem enthalten. In einem allumfassenden Sinn entspringen der Keimsilbe A (A-ji) alle körperlichen und geistigen Dinge. Der kosmische Buddha Vairocana, der für die Einheit aller Phänomene steht, verkörpert sich in ihr.

## Inhalt und Bedeutung
Die ästhetischen Kriterien des Shōmyōgesangs lassen sich von einer Textstelle des Sukhavativyuha-Sutra her ableiten: „Wenn in einem Buddhaland noch zwischen schön und hässlich unterschieden wird, möchte ich nicht ein Buddha eines solchen Landes sein“. Schönheit soll, vom buddhistischen Standpunkt aus gesehen, nicht als einfaches Gegenteil des Unschönen verstanden werden, da es sich dabei um nicht mehr als eine dualistische Vorstellung handeln würde. Gleichwohl bildeten sich in Japan ästhetische Prinzipien heraus, die auf alle künstlerischen spirituellen Disziplinen angewandt wurden. Deren vier Komponenten bedeuten für den Shōmyō:
- WA (Harmonie) – entsteht zwischen Sänger und Hörer
- KEI (Respekt) – bezieht sich auf eine Musik, die transpersonalen Prinzipien, der Natur des Seins, dient
- SEI (Reinheit) – zielt auf eine Musik als Ritual, das die Herzen reinigt
- JAKU (Stille und Schlichtheit) – drücken sich in minimalistischen Melodien und im ruhigen Fluss der Klänge aus

Der bewusste Verzicht auf klangliche Verführung bedeutet, dass Shōmyō auch nur bedingt publikumsorientiert sein kann. Er verlangt eine andere Art des Zuhörens – nach einem Lauschen, das nicht unterscheidet und sich mit dem Gehörten nicht identifiziert. Das einen unbewegten Geist ermöglicht, in dem jeder Klang zu seiner ursprünglichen Bedeutung zurückkehren kann. Der pragmatische Zweck der Zuhörer ist jedoch oft schlichtweg, dass sie sich eine Verdienstübertragung erhoffen, die ihnen Wohltaten bringen soll.
Das besondere Gewicht, das dem rechten Hören als Teil des Achtfachen Pfades in der Dharmapraxis zugesprochen wird, wird im Śūrṅgama-Sutra beschrieben:

„Das Auge durchdringt keine Schranken, nicht der Mund und nicht die Nase.

Durch Kontakt nur empfindet der Körper, Gedanken sind wirr und zerrissen.

Doch die Stimme, nah oder ferne, kann immer, beständig man hören.

Die fünf anderen Organe sind unvollkommen, alldurchdringend allein ist das Hören.

Das ‚Sein‘ oder ‚Nichtsein‘ von Laut und Stimme registriert das Ohr als ‚ist‘ oder ‚fehlt‘.

Da, wo kein Laut ist, wird nichts gehört, Nichthören ist leer von Natur.

Fehlen des Lautes heißt nicht Ende des Hörens,

Vorhandener Laut, nicht des Hörens Beginn.

Das Hören selbst ist von ständiger Dauer, gehört wird von dem, was entsteht und vergeht.

Und selbst wenn im Traum sich Ideen bilden, obgleich man nicht denkt –

Gehör bleibt besteh’n.

Denn die Hörfähigkeit ist jenseits des Denkens und reicht hinaus über Geist und Körper.

In dieser Saha Welt geschieht Belehrung durch Stimme.

Wer des Hörens Natur nicht durchschauen kann, folgt dem Laut und wird wiedergeboren.“